# Ямак, Адмир
Адмир Ямак (серб. Адмир Јамак) — югославский биатлонист, участник Олимпийских игр 1992 года.

## Карьера
В сборную Югославии попал после отделения в 1991 году Словении и Хорватии, когда ведущие югославские биатлонисты – Урош Велепец, Александр Грайф, Юре Велепец, Янез Ожбольт, Боштьян Лекан – стали выступать за Словению.
Пиком карьеры стало участие в Олимпийских играх 1992 года во французском Альбервиле. В спринте с 2 промахами он финишировал 85-м, в индивидуальной гонке с 10 – 84-м, в эстафете вместе с Младеном Груджичем, Томиславом Лопатичем, Зораном Чосичем – 19-м.

### Участие в Олимпийских играх
| Год  | Место проведения | Инд | Спр | Эст |
| 1992 | Альбервиль       | 84  | 85  | 19  |